# Shirdi
Shirdi è una città dell'India di 26.169 abitanti, situata nel distretto di Ahmednagar, nello stato federato del Maharashtra. In base al numero di abitanti la città rientra nella classe III (da 20.000 a 49.999 persone).

## Geografia fisica
La città è situata a 19° 46' 0 N e 74° 28' 60 E e ha un'altitudine di 503 m s.l.m..

## Società

### Evoluzione demografica
Al censimento del 2001 la popolazione di Shirdi assommava a 26.169 persone, delle quali 13.859 maschi e 12.310 femmine. I bambini di età inferiore o uguale ai sei anni assommavano a 4.048, dei quali 2.182 maschi e 1.866 femmine. Infine, coloro che erano in grado di saper almeno leggere e scrivere erano 18.212, dei quali 10.542 maschi e 7.670 femmine.